# Cores e tons que avançam e retrocedem

Alguns tons parecem mais próximos do que outros.

O mesmo se dá com as cores, pois toda cor tem um tom (valor) equivalente.

As diferentes tonalidades (matizes) que as cores podem ter, criam uma sensação de afastamento ou aproximação em quem as observa. Embora este seja um método subjetivo, ele não é menos empregado por causa disso.
Além dos arranjos de cores neutras, quentes e frias, as cores também podem ser organizadas com a intenção de criar espaço no campo de visão.  
Não se pode dizer que determinado período ou escola tenha usado essa técnica com supremacia, pois manipular a cor para conseguir a ilusão de espaço, faz parte dos fundamentos plásticos de quem trabalha com imagens. 
O efeito de profundidade, pela diferença de tonalidades, também pode ser conseguido nos trabalhos acromáticos, onde só existe o branco, o preto e os cinzas.
Desde a primeira metade do século XX, pintores não-figurativistas experimentaram bastante essa possibilidade, principalmente quando não tinham em suas telas outras formas de sugerir profundidade. 